# Zwaagdijk-Oost
Zwaagdijk-Oost is een lintdorp in de gemeente Medemblik, in de Nederlandse provincie Noord-Holland. Het dorp heeft 1.265 inwoners (2023).
Zwaagdijk-Oost vormt samen met Zwaagdijk-West Zwaagdijk, soms wordt met Zwaagdijk ook alleen Zwaagdijk-Oost bedoeld. Zwaagdijk-Oost ligt ten zuiden van het dorp Wervershoof en ten noorden van Westwoud. In Zwaagdijk-Oost staat de RK St. Jozefkerk, waarin zich sinds 1954 een door Adema gebouwd orgel uit 1901 bevindt.
In de polder van Zwaagdijk-Oost, langs de N307 liggen het bedrijvenpark WFO (Westfriesland-Oost) en de voormalige groente- en fruitveiling van The Greenery (voorheen Veiling WFO), van elkaar gescheiden door de N240. Het bedrijvenpark is nog in ontwikkeling. De hallen op het voormalige veilingterrein staan grotendeels leeg. Wel is op dit terrein een aantal nieuwe kleinere bedrijven gekomen. Het voormalige veilingcomplex is inmiddels in andere handen overgegaan. Tussen 2004 en 2010 werd er de jaarlijkse bloemententoonstelling Holland Flowers Festival gehouden, dit is de voortzetting van de Westfriese Flora.
Het hoofdkantoor van de internationale winkelketen Action is gevestigd in Zwaagdijk-Oost.
Tot 1 januari 1979 was het grondgebied van Zwaagdijk-Oost verdeeld over vier gemeenten: Westwoud, Nibbixwoud, Hoogkarspel en Wervershoof. Van 1 januari 1979 tot 1 januari 2011 behoorde Zwaagdijk-Oost tot de gemeente Wervershoof; sinds de fusie van deze gemeente met de gemeente Medemblik zijn Zwaagdijk-Oost en Zwaagdijk-West weer in één gemeente gelegen.
Op 15 november 2011 heeft het college van burgemeester en wethouders van de gemeente Medemblik besloten om aan Zwaagdijk-Oost, dat tot dan de woonplaatsnaam Zwaagdijk had, per 1 december 2011 officieel de woonplaatsnaam Zwaagdijk-Oost te geven.